# کوربت کرسول
کوربت کرسول (انگلیسی: Corbett Cresswell; ۳ اوت ۱۹۳۲ – ۱۹ مهٔ ۲۰۱۷) بازیکن فوتبال اهل بریتانیا بود.
از باشگاه‌هایی که در آن بازی کرده‌است می‌توان به باشگاه فوتبال کارلایل یونایتد و باشگاه فوتبال بیشاپ اوکلند اشاره کرد.
وی همچنین در تیم ملی فوتبال England amateur بازی کرده‌است.